# غيلبرت وايت
غيلبرت وايت (بالإنجليزية: Gilbert White)‏ (و. 1720 – 1793 م) هو عالم نبات، وعالم طيور، وعالم بيئة، وقسيس من مملكة بريطانيا العظمى، توفي عن عمر يناهز 73 عاماً.

## التعليم
تعلم في كلية أوريل بجامعة أكسفورد.

## روابط خارجية
- غيلبرت وايت على موقع الموسوعة البريطانية (الإنجليزية)
- غيلبرت وايت على موقع إن إن دي بي (الإنجليزية)